# Barbican funèbre
Tricholaema lacrymosa
Espèce
Statut de conservation UICN

 LC  : Préoccupation mineure
Le Barbican funèbre (Tricholaema lacrymosa) est une espèce d'oiseaux de la famille des Lybiidae, dont l'aire de répartition s'étend sur le Soudan, l'Ouganda, le Kenya, la Tanzanie, le Burundi, le Rwanda, la République démocratique du Congo et la Zambie.

## Liste des sous-espèces
D'après la classification de référence (version 5.1, 2015) du Congrès ornithologique international, cette espèce est constituée des sous-espèces suivantes :
- Tricholaema lacrymosa lacrymosa Cabanis, 1878
- Tricholaema lacrymosa radcliffei Ogilvie-Grant, 1904